# Glandularia pulchella
Glandularia pulchella (verbena morada) es una planta herbácea, perenne, rastrera, con tallos tendidos. Las hojas presentan una lámina muy dividida. Las flores son de color blanco-liláceo a violeta y se hallan agrupadas en inflorescencias terminales, que al madurar se alargan formando espigas. Es originaria de la región pampeana de Argentina. Crece abundantemente en campos sin cultivar, a los costados de los caminos y en los céspedes de los jardines. Es muy vistosa durante la floración, en la primavera, cuando forma hermosas carpetas de color a ras del suelo.